# Daniela Hensel
Daniela Hensel (* 29. August 1970 in Nürnberg) ist eine deutsche Kommunikations- und Service Designerin und Professorin für Kommunikationsdesign und Mitgründerin des Studiengangs Public Design an der Hochschule für Technik und Wirtschaft Berlin. Sie ist Mitgründerin und Partnerin von why do birds, einer Berliner Agentur für Audio Branding, Motion- und Service Design.

## Ausbildung und Karriere
Hensel studierte Kommunikationsdesign an der Hochschule Mainz und der Haute école des arts du Rhin Strasbourg. Anschließend arbeitete sie als Designerin und Kreativdirektorin, u. a. bei der Agenturen MetaDesign in Berlin und erhielt Design-Lehraufträge an verschiedenen Hochschulen. 2009 wurde sie als Professorin an die Hochschule für Technik und Wirtschaft Berlin berufen. 2023 bildete sie sich fort zur systemischen Organisationsentwicklerin (Simon, Weber & Friends).
Seit 2015 ist sie Partnerin der Agentur why do Birds. Zusammen mit Ann-Christin Ahrens leitet sie dort die Service Design Unit why does robin und berät Unternehmen und Institutionen wie die Deutsche Bahn, die BVG und die Senatsverwaltung für Inneres bei Transformationsprozessen. Darüber hinaus moderiert Hensel gemeinsam mit Ahrens den Podcast „why“, in dem sie Themen wie Innovation und Transformation im Themenfeld Service Design mit führenden Experten aus verschiedenen Bereichen diskutiert.
Ihr Fachbuch Understanding Branding: Strategie- und Designprozesse verstehen und anwenden, mit Fallstudien, erschien 2015 im Stiebner Verlag (2. Aufl. 2016).
Gemeinsam mit Johanna Götz und dem CityLab Berlin hat sie das erste Schulungsprogramm für Service-Design-Methoden für Verwaltungsmitarbeitende in Berlin entwickelt.
Mehrere Jahre lang war sie Designmanagement-Beraterin für die Friedrich-Ebert-Stiftung.
2025 startet der von ihr mitinitiierte Master-Studiengang Public Design (HTW Berlin), der Studierende für die Gestaltung und Transformation öffentlicher Dienstleistungen qualifiziert. Hier bildet sie die nächste Generation von Fachleuten aus, die die Zukunft des öffentlichen Dienstleistungssektors prägen sollen.

## Forschung und Engagement
Hensel hat mehrjährige Forschungsprojekte geleitet und dazu publiziert, insbesondere zu den Themen Voice-Based-Services, Katastrophenschutz- und Bevölkerungsschutz sowie Service Design im Kontext von Transformationen in der kommunalen Verwaltung.
Sie ist Mitgründerin des Preises für gute Verwaltung, der seit 2019 innovative Ansätze in der öffentlichen Verwaltung auszeichnet.
Sie engagiert sich aktiv im IHK-Ausschuss „Funktionierende Stadtverwaltung“ und ist Mitglied im „Circle of Friends“ des Creative Bureaucracy Festivals.

## Akademische Tätigkeiten
Zusätzlich zu ihrer Tätigkeit an der Hochschule für Technik und Wirtschaft Berlin  unterstützt Hensel regelmäßig mit Workshops und Vorträgen an unterschiedlichen renommierten Hochschulen, wie dem Studienkolleg Speyer. Sie hielt zudem Vorträge an Hochschulen in Indien, Ägypten und China.

## Beispielhafte Forschungsarbeiten
- DISK – Design institutionalisierte Service- und Kundenorientierung[1]

Das Forschungsprojekt zeigt eindrucksvoll, wie die damals im deutschen Verwaltungskontext noch recht junge Disziplin Service Design zur Verbesserung der Nutzerzufriedenheit in einer kommunalen Behörde beitragen kann. Durch die enge Zusammenarbeit mit dem zahnärztlichen Dienst Berlin-Neukölln und dem direkten Einbeziehen von Kindern und Eltern wurden nicht nur Warte- und Behandlungsräume kindgerecht und angstmindernd gestaltet, sondern auch Formulare und Kommunikationsmittel verständlicher und zugänglicher gestaltet. Letztere wurde zudem in mehrere Sprachen übersetzt. Zudem entstand eine kindergerechte App zur Motivation fürs Zähneputzen. So wurden Services für die mehrheitlich aus Familien mit Migrationshintergrund stammenden Kinder erheblich verbessert. Das Projekt verdeutlicht das Potenzial von Service Design, um durch nutzerorientierte Gestaltung die Effizienz und Akzeptanz öffentlicher Dienstleistungen zu steigern.
- Plan#B: Planung und Demonstration innovativer, vernetzter Sicherheitslösungen am Beispiel Blackout in einer vielfältigen Metropole[2]

Das Forschungsprojekt „Plan #B“ untersuchte innovative, vernetzte Sicherheitslösungen am Beispiel eines Blackouts in Berlin. Anknüpfend an den Stromausfall in Köpenick 2019, von dem rund 70.000 Menschen betroffen waren, wurden Lösungen entwickelt, die ausfallsichere Kommunikation, gezielte Information und Selbsthilfe ermöglichen. Im Rahmen der Studie wurden bestehende Sicherheitsforschungsprojekte wie Katastrophenschutz-Leuchttürme und Warnsysteme integriert und mit Methoden des User-centered Design weiterentwickelt. Durch die Einbindung der Bevölkerung und regionaler Akteure konnten Strategien für ein Demonstrationsvorhaben erarbeitet werden, das nicht nur die Sicherheitslage in Berlin nachhaltig verbessert, sondern auch gesellschaftliche Akzeptanz findet. Das Projekt lief von Juni 2021 bis November 2022 und wurde in Zusammenarbeit mit der Senatsverwaltung für Inneres und Sport sowie der Hochschule für Technik und Wirtschaft Berlin durchgeführt. Besonders innovativ war hier die erstmalige Einbindung der Methode Service Design unter der Leitung von Daniela Hensel. Hier zeigte sich, wie wichtig eine bedarfsorientierte und in ein Gesamtkonzept eingebettete Planung für den Erfolg neuer Sicherheitslösungen ist.

## Publikationen (Auswahl)
- Fachbuch: Understanding Branding: Strategie- und Designprozesse verstehen und anwenden, mit Fallstudien, erschien 2015 im Stiebner Verlag (2. Aufl. 2016)[3]
- Interview mit dem RBB: Vom Behördenformular bis zum Ticketautomat – geht's auch einfach?[4]
- Interview mit den Verwaltungsrebellen[5]
- Interview mit Hurra Hurra Podcast, Burg Giebichenstein, Christian Zöllner[6]

## Lehre
- Studiengang Kommunikationsdesign[7]
- Studiengang Public Design[8]

## Mitgliedschaften
- Co-Gründerin „Preis für gute Verwaltung“[9]
- Creative Bureaucracy Festival, Circle of friends[10]
- IHK[11]
- DRS (Design Research Society)[12]
- Verein zur Förderung der Wirtschaftskommunikation[13]

## Praxis
- Partnerin bei der Agentur why do birds[14]
- Co-Gründerin der Service Design Unit why does robin[15]
- Lehrformat „Service Agent:innen“ für die Berliner Verwaltung
- In 8 Modulen zur agilen Behördenarbeit[16]
- Podcast: why – ein Service Design Podcast
- Spotify:[17]
- iTunes:[18]

## Vorträge
- Creative Bureaucracy Festival[19]
- Re:publica[20]

## Auszeichnungen
- Preis für gute Lehre, HTW Berlin, 2013[21]
- Corporate Design Preis, Otto Berg Bestattungen 2006[22]
- Corporate Design Preis – Auszeichnung, GDI Impuls Magazin, 2006[22]
- Auszeichnung des Kommunikationsverbandes: Daimler Chrysler, 2004[23]
- Auszeichnung des Kommunikationsverbandes: Boehringer Ingelheim, 2001[23]